# Baie-du-Febvre
Baie-du-Febvre, abenakiska Odanasis, är en kommun i provinsen Québec i Kanada. Den ligger i regionen Centre-du-Québec, i den sydöstra delen av landet, 240 km öster om huvudstaden Ottawa.